# Repelón
Repelón è un comune della Colombia facente parte del dipartimento dell'Atlantico.
Il centro abitato venne fondato da Hilario Berrio Melgarejo e Domingo Diaz Matos nel 1848, mentre l'istituzione del comune è del 1967.